# Pensilvânia
A Pensilvânia (em inglês:  Pennsylvania, pronunciado [ˌpɛnsɪlˈveɪniə] (escutarⓘ); em alemão da Pensilvânia: Pennsilfaani) é um dos 50 Estados dos Estados Unidos, localizado na Região Região nordeste do país. Seu nome oficial é Commonwealth of Pennsylvania (Comunidade da Pensilvânia). O estado, cuja capital é Harrisburg, deu origem ao nome do período geológico Pennsylvaniano.
A Pensilvânia é um dos estados mais industrializados e urbanizados dos Estados Unidos, tendo sido um dos berços da Revolução Industrial no país, que se iniciou em meados do século XIX. A Pensilvânia é uma grande produtora de produtos alimentícios industrializados, e de produtos químicos e eletrônicos em geral. O estado é o único fornecedor de antracito dos Estados Unidos, um tipo de carvão de altíssima qualidade. Além disso, o estado é o maior produtor de carvão betuminoso do país.
Filadélfia é a maior cidade do estado, sendo um grande centro portuário, bancário, financeiro e industrial. A segunda maior cidade do estado é Pittsburgh, que é um pólo educacional e da indústria de alta tecnologia. Ambos são grandes centros históricos e culturais americanos.
A Pensilvânia é famosa pela região de Pennsylvania Dutch, localizado no sul do estado. A região é famosa pela sua cultura — especialmente culinária e arquitetura — alemã, e pela sua grande população de origem alemã. Em inglês, Pennsylvania Dutch significa "Pensilvânia holandesa", fazendo com que muitos anglófonos pensem que a região tenha sido habitada por imigrantes de origem neerlandesa. De fato, o nome "Dutch" foi uma derivação da palavra alemã deutsch, que significa "alemão" na língua alemã e é também a origem do nome da Neerlândia em inglês. A região de Pennsylvania Dutch é famosa nos Estados Unidos e no Canadá, sendo uma região de cunho turístico, histórico e cultural da Pensilvânia.
O nome do estado vem de William Penn. O Rei inglês Carlos II cedeu a região para Penn em 1681. A palavra Pensilvânia significa "Floresta de Penn", que era um quaker que estabeleceu em sua colônia liberdade religiosa, permitindo a grupos religiosos perseguidos tais como os quakers a instalarem-se na região. Por isto, por vezes o estado é apelidada de The Quaker State, porque a maioria de seus habitantes, nos primórdios da colonização europeia do estado, eram quakers. O cognome do estado é The Keystone State.
A Pensilvânia é um dos estados americanos mais ricos historicamente. A Pensilvânia foi inicialmente colonizada por suecos e neerlandeses, tendo sido posteriormente excluídos da região pelos britânicos. A Pensilvânia foi uma das Treze Colônias britânicas que se rebelaram contra o domínio inglês na região na Guerra da Independência dos Estados Unidos da América. Foi na Pensilvânia que a declaração de independência e a constituição americana foram criadas pelos pais da independência americana. A Pensilvânia tornou-se o segundo estado americano, após ter ratificado a Constituição americana em 12 de dezembro de 1787. Durante a Guerra Civil Americana, a Pensilvânia tornou-se palco da batalha mais sangrenta ocorrida durante o conflito, a Batalha de Gettysburg.

## História

### Até século XVIII
Nativos americanos tais como os iroqueses e os algonquinos viviam na região que atualmente constitui o estado da Pensilvânia milhares de anos antes da chegada dos primeiros europeus. Em 1609, o explorador inglês Henry Hudson, em sua tentativa de encontrar um caminho rumo às Índias, desembarcou na Baía de Delaware. Navegando em nome da coroa neerlandesa, Hudson reivindicou a área para os neerlandeses. Logo, os Países Baixos mandariam outras expedições com o intuito de explorar a região.
Em 1643, exploradores suecos fundaram o primeiro assentamento em caráter permanente da região, próxima à atual Filadélfia. Este assentamento tornou-se capital da colônia sueca de Nova Suécia. Tropas neerlandesas capturaram a colônia sueca em 1655, anexando-a aos Novos Países Baixos. Em 1664, os ingleses anexaram todo os Países Baixos. A região foi anexada à colônia de Nova Iorque, que é atualmente o estado americano de Nova Iorque.
Em 1681, o Rei Carlos II da Inglaterra cedeu a região para William Penn, como pagamento de uma dívida que a coroa tinha com o pai de William. William queria nomear a região de Nova País de Gales. Porém, um membro galês do Conselho Real da Inglaterra — onde a aprovação unânime de todos os membros era necessária para que o nome fosse aprovado — rejeitou o nome. Penn então decidiu nomear a região de "Sylvania". Em galês, isto significa "florestas" ou "madeira. O Rei Charles II complementou este nome com Penn. O pai de William Penn havia sido anteriormente um importante almirante da marinha inglesa.
Penn garantiu o direito de liberdade de expressão religiosa dentro de sua colônia. Penn planejou pessoalmente o primeiro assentamento inglês permanente, nomeando-o de Filadélfia. A cidade foi fundada em 1685. Penn posteriormente explorou o interior da colônia, e pagando aos nativos indígenas pelas terras que o Rei Charles II lhe dera. Além disso, Penn instituiu aos indígenas tratamento igualitário com relação a um branco em julgamentos. Isto fez com que os indígenas e os colonos europeus tivessem boas relações até meados do século XIX — mais do que em qualquer outra colônia do nordeste dos Estados Unidos. Graças à liberdade de expressão religiosa, muitos escoceses, irlandeses e alemães instalaram-se no estado.
Em 1688, o então Rei da Inglaterra, James II, foi deposto pela sua filha, Maria, seu marido, William de Orange. A amizade entre James e Penn fizeram com que Maria e William de Orange confiscassem todas as terras de William Penn nas Américas, e destituíssem-no do cargo de governador da colônia de Pensilvânia. O governador da colônia de Nova Iorque ocupou seu lugar. Em 1693, William conseguiu convencer Orange e Maria de que ele, William Penn, era totalmente leal ao casal real. Um ano depois, William Penn voltaria a receber suas terras e o cargo de governador da Pensilvânia. William Penn morreu em 1718, mas sua família continuou a governar a colônia até o início da Guerra da Independência dos Estados Unidos da América.
A Guerra Franco-Indígena teve início em 1754, entre colonos britânicos e franceses. Uma das principais razões eram disputas territoriais entre a colônia britânica de Pensilvânia e a colônia francesa de Nova França sobre a área que se localizava na confluência dos rios Allegheny e Monanhaguela, formando o Rio Ohio, onde atualmente localiza-se a cidade de Pittsburgh. Os confrontos estenderam-se na Pensilvânia até 1758, quando os franceses recuaram.
O território capturado pelos britânicos era povoado pelos nativos indígenas ottawa. Os Ottawa lideraram uma revolta contra os britânicos em 1763. Porém, esta revolta logo acabou com a derrota dos ottawa na Batalha de Bushy Run. O ressentimento dos ottawa contra os britânicos continuou, porém. Em 1768, para solucionar o problema, o governo da Pensilvânia pagou pelas terras onde os ottawa estavam instalados.
Em abril de 1775, a Revolução Americana de 1776 teve início. Em maio do mesmo ano, o Segundo Congresso Continental reuniu-se em Filadélfia, onde seus membros votaram pela independência das Treze Colônias, do Reino Unido. Em 4 de julho de 1776, o Congresso americano escreveu a Declaração de Independência das Treze Colônias.
Em dezembro, devido à ameaça de um ataque britânico, o Congresso mudou-se para Baltimore, Maryland, tendo voltado novamente para Filadélfia em março de 1777. Porém, um ataque britânico à Pensilvânia em setembro forçou o Congresso a mudar-se definitivamente, para Lancaster. Em 26 de setembro, os britânicos capturaram Filadélfia. Tropas americanas lideradas por George Washington atacou as forças britânicas em 4 de dezembro, para tentar forçar os britânicos a saírem da cidade. Mas Washington foi derrotado, e foi obrigado a recuar.
Apesar das vitórias em Pensilvânia, os britânicos estavam tendo dificuldades em outras regiões das Treze Colônias, e em junho de 1778, decidiram remover suas tropas da Pensilvânia. Parte destas tropas inglesas juntou-se aos iroqueses, tendo atacado um forte americano, no Vale Wyoming, Pensilvânia, matando todos seus soldados.
Entre maio e setembro de 1878, os membros da Convenção Constitucional reuniram-se em Filadélfia. A Pensilvânia tornou-se o segundo estado a ratificar a Constituição americana, em 12 de setembro, tornando-se o segundo estado à entrar na União, cinco dias após o Delaware ter ratificado a Constituição e tornado-se o primeiro estado dos Estados Unidos da América. Filadélfia foi a capital provisória dos Estados Unidos entre 1790 e 1800, quando a sede de governo foi mudada definitivamente para Washington, DC.

### Século XIX
Após o fim da guerra, e com a independência dos Estados Unidos, a Pensilvânia tornou-se o maior centro industrial dos Estados Unidos. A abundância de carvão, madeira e ferro na região, bem como a presença de rios e da construção de ferrovias, foram os principais motivos desta ascensão. A indústria do estado cresceu ainda mais rapidamente após a descoberta das primeiras reservas de antracito em território americano. Antracito é um tipo de carvão de altíssima qualidade. A substituição do carvão betuminoso pelo antracito nas siderúrgicas de Pittsburgh, ao longo da década de 1830, aliado à sua posição estratégica e à crescente demanda nacional, tornaram Pittsburgh o maior polo siderúrgico do país, enquanto Filadélfia tornou-se um dos maiores fabricantes de produtos de aço e de couro, bem como um forte polo têxtil. À época, ambas as cidades eram importantes centros portuários americanos. A construção de uma malha de canais hidroviários e de ferrovias ao longo do estado foi realizada durante a década de 1840.

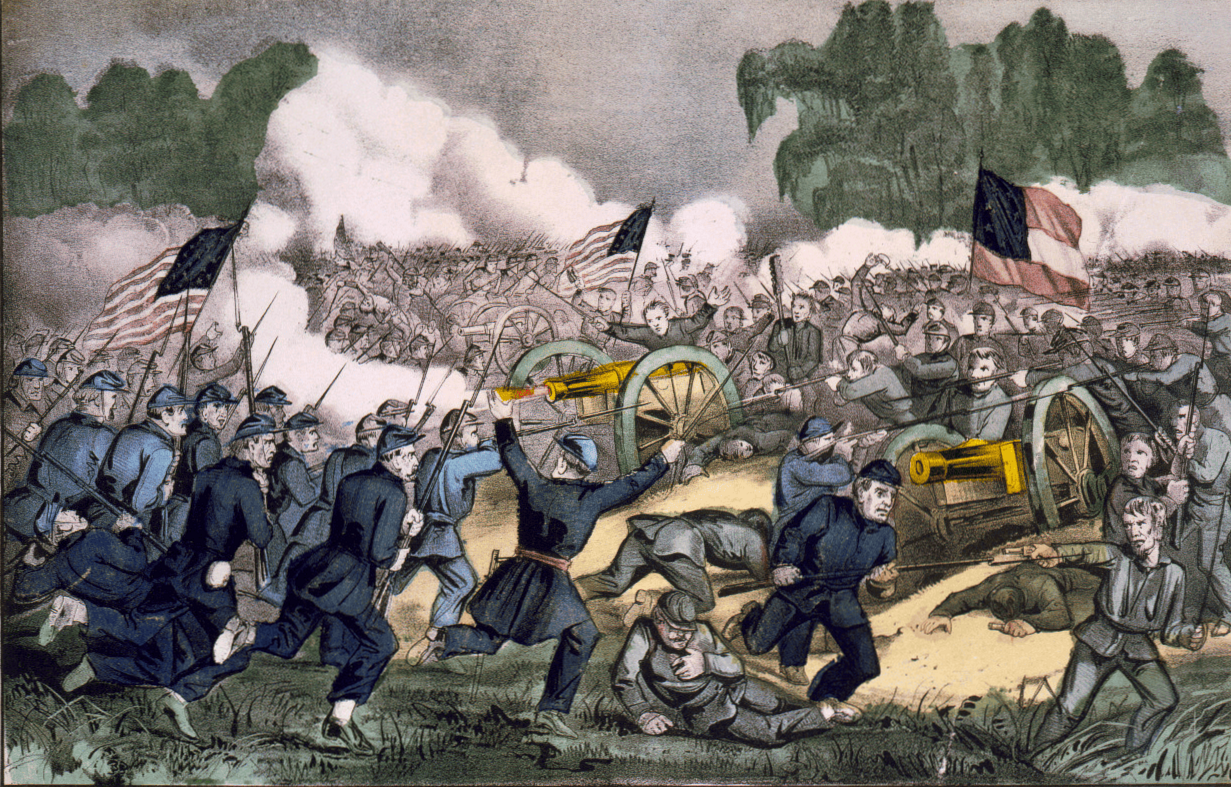
Pintura da Batalha de Gettysburg, ocorrida em 1863.

A maior parte da população da Pensilvânia era pró-abolicionista, e queriam o fim imediato do uso do trabalho escravo nos estados do sul-americano. Vários dos líderes abolicionistas eram pensilvânios. Ao longo da Guerra Civil Americana, ocorrida entre 1861 e 1865, a Pensilvânia — que lutou do lado da União — enviou aproximadamente 340 mil soldados às frentes de batalha, mais do que qualquer outro estado nortista com exceção de Nova Iorque. O estado foi o palco da Batalha de Gettysburg — a batalha mais sangrenta da guerra, e uma das mais sangrentas da história — ocorrida entre 1 e 4 de julho de 1863, onde 83 mil soldados nortistas comandados por George Gordon Meade derrotaram 75 mil soldados confederados comandados por Robert E. Lee. Por causa das 55 mil baixas, em 19 de novembro de 1863, o então presidente americano Abraham Lincoln dedicou o Gettysburg Adress em uma homenagem a todos os soldados americanos mortos na batalha.
Após a guerra, graças à demanda de guerra, Pittsburgh havia tornado-se o maior polo siderúrgico do mundo, e também a maior fabricante de vidro do mundo. O estado era o maior produtor de petróleo, cimento e alumínio do país, e sozinha produzia mais de 60% do aço americano. Esta prosperidade industrial atraiu muitos imigrantes para o estado, e no final do século, mais pessoas viviam em cidades do que no campo, mas também trouxe vários problemas socioeconômicos. Trabalhadores industriais trabalhavam em péssimas condições e eram mal pagos. Muitos juntaram-se em sindicatos. Estes organizaram várias manifestações, que foram reprimidas violentamente pela polícia. Algumas destas manifestações resultaram em mortes.
Em 1889, Johnstown sofreu uma inundação que matou mais de 2,2 mil pessoas. A inundação foi causada após a demolição da represa South Fork. A barragem cedeu após dias de forte chuvas.

### Século XX — Tempos atuais
O crescimento industrial da Pensilvânia continuou nas primeiras décadas do século XX, atingido seu máximo nos anos da Primeira Guerra Mundial e durante a década de 1920. Porém, a Grande Depressão da década de 1930 interrompeu o crescimento econômico do estado. Milhares de pessoas perderam seus empregos, e várias empresas faliram. Para tentar minimizar estes problemas, o governo do estado começou a construir rodovias, grandes prédios governamentais e reflorestamento, para a geração de empregos, leis que estipulavam um salário-mínimo para os trabalhadores e programas de ajuda social. A economia do estado viria a se recuperar por completo com a chegada da Segunda Guerra Mundial.
Várias das cidades da Pensilvânia, por causa do imenso crescimento industrial das décadas anteriores, haviam crescido desorganizadamente. Entre a década de 1940 e a década de 1950, várias cidades do estado começaram a passar por sérios programas de planejamento urbano — especialmente Pittsburgh e Filadélfia, que revitalizaram e modernizaram as cidades da Pensilvânia.
Porém, durante a década de 1950 em diante, a Pensilvânia passou a enfrentar várias recessões econômicas. A demanda por carvão havia diminuído no país, graças ao crescente uso do petróleo como matéria-prima para usinas geradoras de eletricidade. Isto causou o fechamento de várias minas. Durante a década de 1960, muito da indústria têxtil havia movido-se para os estados do sul-americano, onde os custos operacionais eram mais baixos. As indústrias têxteis que continuaram gradualmente automatizaram suas fábricas, modernizando-as. Além disso, devido à concorrência do aço estrangeiro, várias das siderúrgicas da Pensilvânia lentamente fecharam durante a década de 1970 e a década de 1980. Tudo isto fez com que milhares de pessoas ficassem desempregadas. Muitos pensilvânios — especialmente os jovens — deixaram o estado, buscando por oportunidades de trabalho em outros cantos do país.
Para resolver estes problemas, o governo da Pensilvânia começou um agressivo programa que visava atrair indústrias para o estado. A Pensilvânia passou a fornecer mais verbas para suas instituições de educação. Para custear este programa, o estado decidiu aumentar seus impostos. A economia da Pensilvânia gradualmente recuperou-se, tendo estabilizado-se por volta da década de 1990. De um estado primariamente industrial, a economia da Pensilvânia diversificara-se, e o estado tornara-se um grande pólo financeiro, comercial, cultural e educacional americano. E apesar da crise da década de 1970 e 1980, a Pensilvânia ainda é o maior produtor de aço nos Estados Unidos.
Em 2 de outubro de 2006, Charles Carl Roberts IV entrou em uma escola em Nickel Mines, uma comunidade amish localizada no Condado de Lancaster, fazendo de estudantes (entre seis e quinze anos de idade), uma auxiliar de professora, pais e uma professora reféns, em uma sala de aula. Roberts liberou três mulheres com crianças pequenas, uma mulher grávida e 15 estudantes, todos do sexo masculino, enquanto a professora conseguiu escapar, contatando imediatamente a polícia. Roberts permaneceu barricado na sala de aula com 12 estudantes do sexo feminino e a auxiliar da professora. Após a chegada da polícia, Roberts atirou nas meninas (atingindo dez delas), e logo em seguida, cometeu suicídio. Quatro meninas morreram, bem como a auxiliar de professora, e cinco meninas foram hospitalizadas em estado crítico.

## Geografia

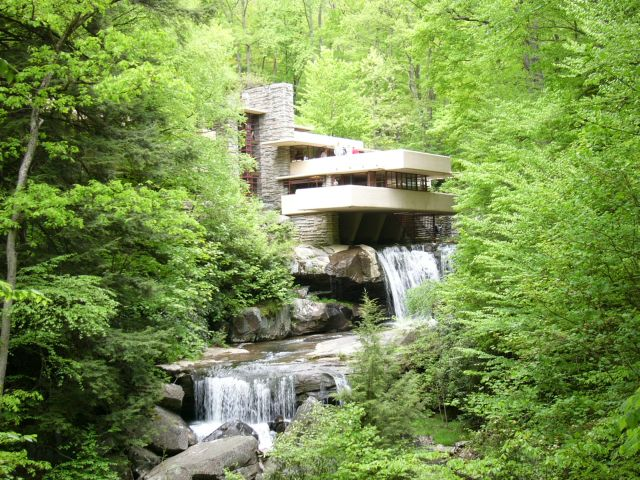
Casa Kaufmann, situada nos Montes Allegheny, na Pensilvânia. Projeto de Frank Lloyd Wright, 1934

O apelido da Pensilvânia, The Keystone State, condiz bem com a localização geográfica do estado. Keystone, em inglês, significa "pedra angular". A Pensilvânia forma uma ponte geográfica entre os Estados do norte e do sul americano, e entre as planícies litorâneas do Oceano Atlântico e as regiões centrais do país. A Pensilvânia limita-se ao norte e ao nordeste com Nova Iorque, ao sudeste com a Nova Jérsei, ao sul com Delaware, Maryland e Virgínia Ocidental, ao leste com Ohio e no extremo noroeste com o Lago Erie.
A Pensilvânia possui 255 km de extensão norte-sul e 455 km de extensão leste-oeste. A área do estado é de 119 280,2 km², dos quais 3 397,1 km² são corpos d' água. É o 33º maior estado americano em área do país. Os maiores rios que atravessam o estado são os rios Allegheny, Monongahela, o Ohio e o Delaware. O estado, pela grande presença de rios, e pelo terreno acidentado, possui uma grande quantidade de quedas d' água, algumas tendo até 30 m de altura. A Pensilvânia é o único dos 13 Estados originais dos Estados Unidos que não possui litoral com o Oceano Atlântico.
A Pensilvânia pode ser dividida em sete distintas regiões geográficas:
- O extremo noroeste do estado é parte das Planícies do Erie, logo às margens do Lago Erie. É caracterizada por baixa altitude e pelo seu solo fértil. Anteriormente já fez parte do leito do lago.

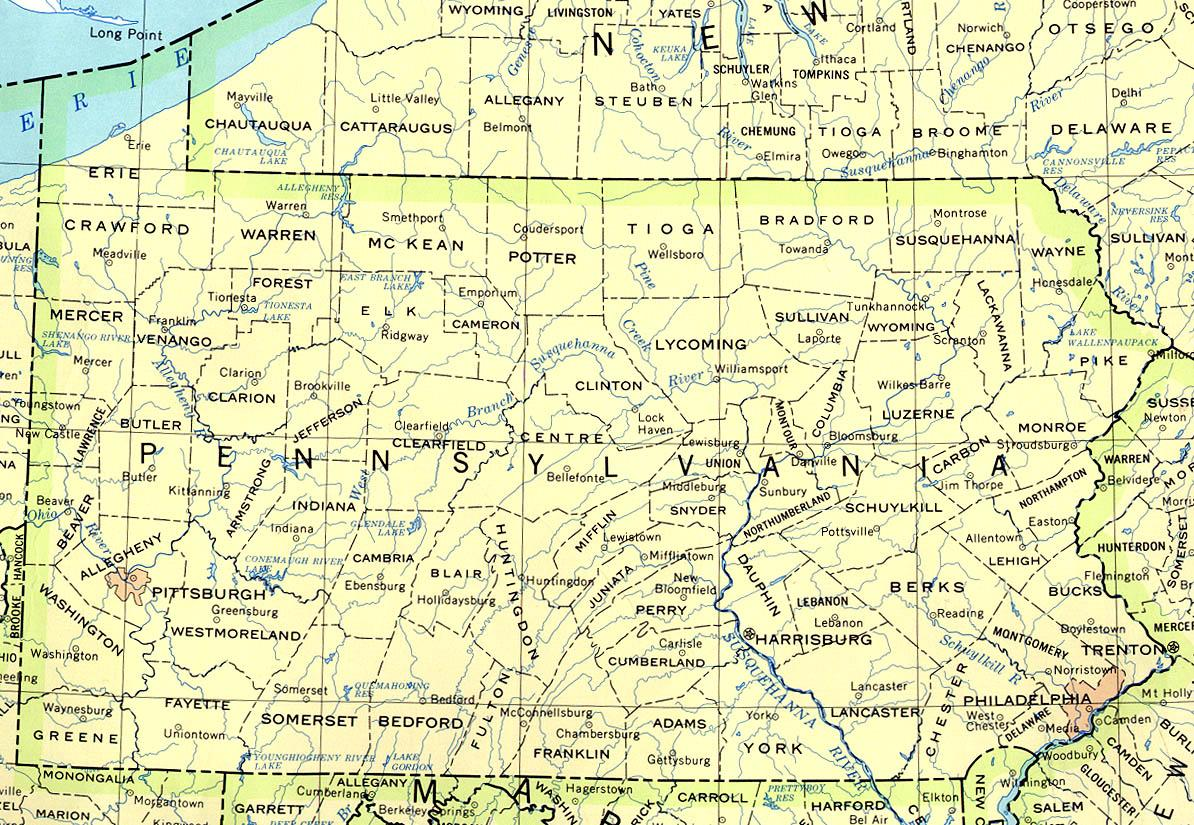
Mapa da Pensilvânia e de seus 67 condados

- O Planalto dos Apalaches cobre todo o leste e o norte — com exceção do extremo nordeste — do estado, cobrindo mais de 50% da Pensilvânia. É caracterizada por um terreno muito acidentado, com vales profundos, irregulares e estreitos. Aqui localiza-se o ponto mais alto do estado, o Monte Davis, com seus 979 m de altitude.
- A Região dos Vales e Serras do Apalache estendem-se imediatamente ao leste e ao sul dos Planaltos do Apalache. Sua principal característica é a presença de vales estreitos e muito profundos, que estão aproximadamente alinhados, correndo no sentido leste-sul, formando um quarto de um círculo. O solo da região é extremamente fértil.
- O Blue Ridge, uma pequena região imediatamente ao leste dos Vales do Apalache. Está localizado no centro-sul da Pensilvânia. É o começo de uma cadeia de montanhas que estende-se da Pensilvânia até a Geórgia.
- O Planalto da Nova Inglaterra estende-se do extremo oeste da Pensilvânia até Maine. Na Pensilvânia, forma uma estreita faixa de terra entre o Piemonte e os Vales do Apalache. Caracterizado por sua alta altitude, em relação à regiões vizinhas. Seu solo é menos acidentado do que os Vales do Apalache.
- O Piemonte estende-se imediatamente ao leste do Blue Ridge, sudeste dos Vales do Apalache e ao sul do Planalto da Nova Inglaterra. Caracterizado pela presença do solo mais fértil do estado. Possui baixas altitudes, e é pouco acidentado.
- As Planícies Litorâneas do Atlântico estão localizadas no extremo sudeste do estado. Devido à sua proximidade com o Oceano Atlântico, possui as mais baixas altitudes da Pensilvânia.

### Clima
O clima da Pensilvânia é temperado, com quatro distintas estações, com verões quentes, e invernos longos e frios. A proximidade de grandes massas de água no noroeste e no sudeste do estado tornam estas áreas mais amenas ao longo do ano, enquanto que o nordeste e o oeste do estado possuem as menores temperaturas da Pensilvânia no inverno.
A temperatura média do estado no inverno é de -3,3 °C no norte do estado, -2,8 °C no noroeste e de 1 °C no sudeste. No verão, as maiores temperaturas são registradas no sudeste do estado. A temperatura média, no verão, no noroeste é de 21 °C, de 24 °C no sudoeste e de 25 °C no sudeste. A temperatura mais alta já registrada na Pensilvânia é de 44 °C, registrada em 10 de julho de 1936, em Phoenixville; e a temperatura baixa já registrada no estado é de -41 °C, registrada em 5 de janeiro de 1904.
As taxas de precipitação média anual de chuva da Pensilvânia é de 104 cm. As maiores médias são registradas na região metropolitana de Pittsburgh e no leste do estado, onde a média é de 130 cm. Já o centro-norte e o oeste do estado possuem as menores médias de precipitação, de apenas 98 cm. As taxas de precipitação média anual de neve variam entre 50 cm no sudoeste a 230 cm no noroeste da Pensilvânia.

## Política

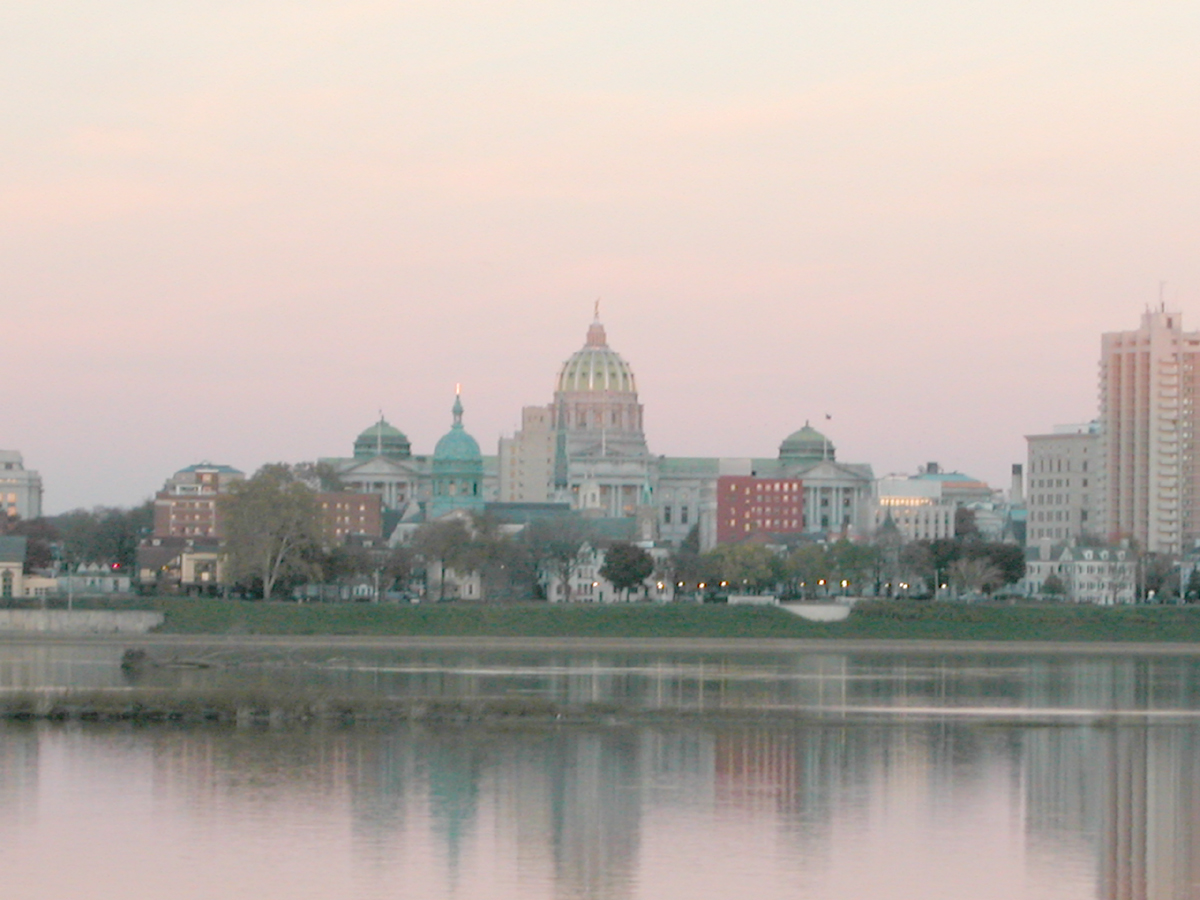
Vista do Capitólio Estadual da Pensilvânia em Harrisburg.

A atual constituição da Pensilvânia foi adotada em 1968. Outras constituições mais antigas haviam sido implementadas em 1776, 1790, 1838 e 1874. Emendas à Constituição são propostas pelo Poder Legislativo da Pensilvânia, e para ser aprovada, precisa receber ao menos dois terços dos votos do Senado e da Câmara dos Representantes do estado, e então ao menos dois terços dos votos da população eleitoral da Pensilvânia, em um referendo.
O principal oficial do Poder Executivo na Pensilvânia é o governador. Este é eleito pelos eleitores do estado para mandatos de até quatro anos de duração. Uma pessoa pode exercer o cargo de governador quantas vezes quiser, porém, não mais do que duas vezes em consecutivo. Os oficiais que são escolhidos pelo governador — tesoureiro, commonwealth (Secretário de Estado), entre outros, também servem em termos de no máximo quatro anos. Como o governador, podem ser escolhidos quantas vezes quiserem, mas não podem desempenhar suas funções mais do que duas vezes em consecutivo.
O Poder Legislativo da Pensilvânia é constituído pelo Senado e pela Câmara dos Representantes. O Senado possui um total de 50 membros, enquanto a Câmara dos Representantes possui um total de 203 membros. A Pensilvânia está dividida em 50 distritos senatoriais e 203 distritos representativos. Os eleitores de cada distrito elegem um senador/representante, que irá representar tal distrito no Senado/Câmara dos Representantes. O termo dos senadores é de quatro anos e o termo dos representantes é de dois anos. Sessões legislativas começam em na primeira terça-feira de janeiro para estender-se até o final de novembro. Tais sessões são realizadas diariamente.
A corte mais alta do Poder Judiciário da Pensilvânia é a Suprema Corte da Pensilvânia. Seus sete juízes são escolhidos pela população para mandatos de até dez anos de duração, podendo ser reeleitos apenas uma vez.
A Pensilvânia possui 67 condados, municipalidades rurais (townships), 56 cidades (cities) e distritos municipais (boroughs). É um dos poucos Estados americanos a usar boroughs como subdivisão estadual. Juntamente com os estados de Kentucky, Massachusetts e Virgínia, a Pensilvânia é um dos quatro estados dos Estados Unidos a usarem o termo Commonwealth em seu nome.
Mais da metade da receita do orçamento do governo da Pensilvânia é gerada por impostos estaduais. O resto vem de verbas recebidas do governo federal e de empréstimos. Em 2002, o governo do estado gastou 55,171 bilhões de dólares, tendo gerado 46,165 bilhões de dólares. A dívida governamental da Pensilvânia é de 20,983 bilhões de dólares. A dívida per capita é de 1 702 dólares, o valor dos impostos estaduais per capita é de 1 795 dólares, e o valor dos gastos governamentais per capita é de 4 475 dólares.
A Pensilvânia foi dominada politicamente pelo Partido Republicano desde o fim da Guerra de Secessão até a década de 1930, quando o Partido Democrata passou a ganhar força política no estado, especialmente nas grandes cidades. Desde então, um número similar de democratas e republicanos foram eleitos no Executivo e no Legislativo do estado, bem como de maioria dos votos do colégio eleitoral do estado em eleições presidenciais americanas.

## Demografia
De acordo com o censo nacional de 2000, a população da Pensilvânia em 2000 era de 12 281 054 habitantes, um crescimento de 3% em relação à população do estado em 1990, de 11 924 710 habitantes. Uma estimativa realizada em 2005 estima a população do estado em 12 429 616 habitantes, um crescimento de 4,2% em relação à população do estado em 1990, de 1,2%, em relação à população do estado em 2000, e de 0,3% em relação à população estimada em 2004.
O crescimento populacional natural da Pensilvânia entre 2000 e 2005 foi de 87 600 habitantes — 761 887 nascimentos menos 674 287 óbitos — o crescimento populacional causado pela imigração foi de 102 470 habitantes, enquanto a migração interestadual resultou na perda de 28 012 habitantes. Entre 2000 e 2005, a população da Pensilvânia cresceu em 148 562 habitantes, e entre 2004 e 2005, em 35 145 habitantes.
Uma estimativa realizada em 2004 aumenta este número para 12 406 292 habitantes. 4,6% da população do estado (568 800 habitantes) não nasceram nos Estados Unidos. A Pensilvânia possui uma das populações hispânicas e asiáticas em mais rápido crescimento de todo país. O crescimento populacional do estado havia estagnado na década de 1970 e 1980, por causa da recessão econômica que abateu-se sobre o estado à época. Durante a década de 1990, maiores níveis de imigração e a recuperação econômica do estado fizeram com que a população do estado passasse a crescer novamente. Pela primeira vez, níveis de imigração aumentaram desde a Segunda Guerra Mundial.

### Raça e etnias
Composição racial da população da Pensilvânia:
- 84,1% Brancos
- 10,0% Afro-americanos
- 3,2% Hispânicos
- 1,8% Asiáticos
- 0,1% Nativos americanos
- 1,2% Duas ou mais raças

A principal razão para a alta percentagem de brancos no estado é por causa das grandes populações de brancos em certos condados e da pequena imigração à estes condados. A imigração é mais comum em cidades de grande porta tais como Erie, Filadélfia, Pittsburgh e Scranton. Os seis maiores grupos étnicos da Pensilvânia são alemães (que compõem 27,66% da população do Estado), irlandeses (17,66%) italianos (12,82%), afro-americanos (10%), ingleses (8,99%) e poloneses.
A população da Pensilvânia é majoritariamente branca em certas áreas como o norte do estado e em torno de Pittsburgh. Já a região metropolitana de Filadélfia e os condados que a cercam possuem grandes números de afro-americanos, hispânicos, asiáticos e árabes.
5,9% da população da Pensilvânia possui menos de 5 anos de idade, 23,8% possuem menos de 18 anos de idade, e 15,6% possuem mais de 65 anos de idade ou mais. Pessoas do sexo feminino compõem 51,7% da população do estado.

### Religião
Percentagem da população da Pensilvânia por afiliação religiosa:
- Cristianismo — 73%
  - Protestantes — 47%
    - Evangélicos — 19%
    - Protestantes tradicionais — 23%
    - Igrejas Afro-Americanas — 5%

  - Igreja Católica Romana — 24%
  - Outras afiliações cristãs — 1%
- Judeus — 1%
- Outras religiões — 5%
- Não-religiosos — 21%
- Sem Resposta — 1%

Historicamente, os quakers instalaram uma política de tolerância religiosa após a fundação da colônia de Penn, a Pennsylvania, o qual beneficiou outros grupos religiosos que já viviam na região tais como luteranos da Nova Suécia, e que também atraiu grupos religiosos europeus, tais como os amish e os mennonitas. Outros grupos também instalaram-se, tais como os moravianos, que fundaram a cidade de Bethlehem, e os presbiterianos, que instalaram-se na fronteira. Esta diversidade religiosa era rara durante os séculos XVIII e XIX.
Posteriormente, imigrantes de vários países católicos europeus começaram a instalar-se em grandes números na Pensilvânia após o começo da industrialização do estado. Além disso, o estado possui uma das maiores comunidades judaicas do país, com aproximadamente 440 mil judeus. Nas últimas duas décadas, a maior parte dos imigrantes que instalaram-se no estado foram budistas, hindus, muçulmanos e sikhs.

### Principais cidades
Mais de 85% da população da Pensilvânia vive em cidades, e mais de 80% da população do estado vive em regiões metropolitanas. As maiores cidades da Pensilvânia são, organizados em ordem decrescente, Filadélfia, Pittsburgh, Allentown, Erie, Reading, Scranton, Bethlehem e Harrisburg. Embora não sejam legalmente estruturadas como cidades, os distritos (boroughs) de Bethel Park, Monroeville, Norristown, Plum e State College possuem populações significantes.
- Allentown
- Bethlehem
- Easton
- Erie
- Filadélfia
- Lancaster
- Pittsburgh
- Reading
- Scranton
- Wilkes-Barre
- Williamsport
- York

## Economia

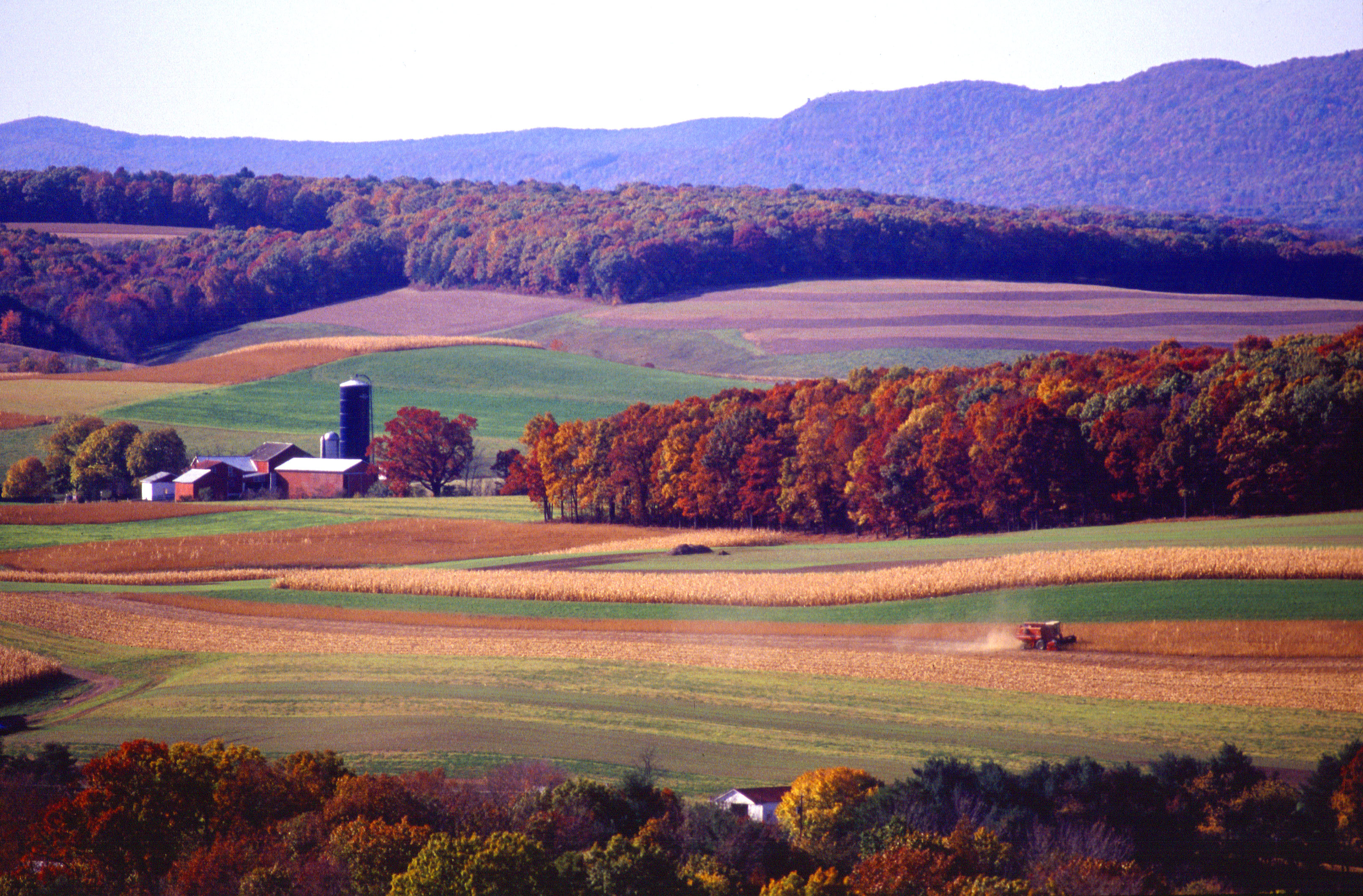
Uma fazenda na Pensilvânia.

O produto interno bruto da Pensilvânia foi de 553 bilhões de dólares em 2010, o sexto maior do país. A renda per capita do estado, por sua vez, foi de 34 619 dólares, o 26º maior do país. Se a Pensilvânia fosse um país independente, teria o 17º maior PIB do mundo. A taxa de desemprego da Pensilvânia é de 5,5%.
Até a década de 1970, a Pensilvânia era um estado primariamente industrial. Suas principais fontes de renda eram, então, a indústria siderúrgica e a fabricação de produtos industriais. Após uma grande recessão econômica que abateu sobre o estado entre as décadas de 1970 e 1980, a indústria siderúrgica, sofrendo com a concorrência do aço mais baratos de outros países, passou a cair drasticamente no estado. Várias fábricas fecharam, e outras mudaram-se para outras partes do país. A Pensilvânia ainda é o maior polo siderúrgico dos Estados Unidos. Porém, desde então, a economia do estado diversificou-se bastante. Atualmente, a principal fonte de renda do estado é o comércio em geral. A capital industrial de alta tecnologia é Pittsburgh, e a capital financeira é Filadélfia.
O setor primário responde por 1% do PIB da Pensilvânia. O estado possui 59 mil fazendas, que cobrem cerca de 30% da Pensilvânia. A agricultura e a pecuária respondem juntas por 0,9% do PIB do estado, empregando cerca de 151 mil pessoas. Os principais produtos produzidos pela indústria agropecuária do estado são leite e carne bovina, soja, aviários, cogumelos comestíveis e flores ornamentais. O estado é o terceiro maior produtor de aviários do país, e o quarto maior produtor de leite e soja. O valor total dos produtos produzidos pela agropecuária da Pensilvânia é o 19º maior do país. A silvicultura responde por 0,1% do PIB da Pensilvânia, empregando cerca de sete mil pessoas. O estado é o terceiro maior produtor de árvores de natal do país. Os efeitos da pesca são negligíveis na economia do estado.
O setor secundário responde por 24% do PIB da Pensilvânia. A Pensilvânia é um dos principais centros industriais dos Estados Unidos. O valor total dos produtos fabricados no estado é de 93 bilhões de dólares. Os principais produtos industrializados fabricados no estado são aço e derivados, produtos químicos, produtos alimentícios e maquinaria. O estado é um dos líderes nacionais na indústria de alta tecnologia, como robótica e biotecnologia. A indústria de manufatura é a segunda maior fonte de renda da Pensilvânia, respondendo por 19% do PIB do estado, empregando aproximadamente 960 mil pessoas. Já a indústria de construção, que emprega 371 mil pessoas, responde por 4% do PIB do estado. A mineração responde por 1% do PIB da Pensilvânia, empregando menos de 26 mil pessoas. Os principais produtos minerados no estado são carvão e ferro.
O setor terciário responde por 75% do PIB da Pensilvânia. Cerca de 23% do PIB do estado vêm de serviços comunitários e pessoais. Este setor emprega mais de 2,4 milhões de pessoas. A Pensilvânia é um grande polo financeiro. Serviços financeiros e imobiliários respondem por mais de 19% do PIB do estado, empregando aproximadamente 525 mil pessoas. O comércio por atacado e varejo responde por 13% do PIB do estado, e emprega mais de 1,5 milhão de pessoas. Serviços governamentais respondem por 10% do PIB da Pensilvânia, empregando aproximadamente 790 mil pessoas. Transportes, telecomunicações e utilidades públicas empregam 350 mil pessoas, e respondem por 8% do PIB da Pensilvânia. Cerca de 60% da eletricidade gerada no estado é produzida por usinas termelétricas a carvão, 35% por usinas nucleares, e a maior parte do restante é gerada por usinas termoelétricas a petróleo ou gás natural.

## Educação
Inicialmente, a grande maioria das escolas da Pensilvânia eram administradas por igrejas. A primeira destas escolas religiosas foi instituída em meados da década de 1640, por suecos luteranos. Em 1682, a primeira constituição colonial da Pensilvânia promoveu o ensino a todas as crianças da colônia de Pensilvânia, e que pessoas já deveriam saber ler e escrever aos 12 anos de idade. Em 1834, uma lei aprovada pelo estado instituiu a obrigatoriedade do ensino a todas as crianças entre seis e dezesseis anos de idade. Também instituiu escolas públicas, para o ensino de crianças de pais pobres.
Atualmente, todas as instituições educacionais na Pensilvânia precisam seguir regras e padrões ditadas pelo Conselho Estadual de Educação da Pensilvânia. Este conselho controla diretamente o sistema de escolas públicas do estado, que está dividido em diferentes distritos escolares. O Conselho é composto por 721 membros, 17 deles escolhidos pelo governador e 4 deles escolhidos pela Assembleia Legislativa, para termos de ofício de até quatro anos de duração. Cada cidade primária (city), diversas cidades secundárias (towns) e cada condado, é servida por um distrito escolar. Nas cidades, a responsabilidade de administrar as escolas é do distrito escolar municipal, enquanto em regiões menos densamente habitadas, esta responsabilidade é dos distritos escolares operando em todo o condado em geral. A Pensilvânia permite a operação de escolas charter — escolas públicas independentes, que não são administradas por distritos escolares, mas que dependem de verbas públicas para operarem. Atendimento escolar é compulsório para todas as crianças e adolescentes com mais de seis anos de idade, até a conclusão do segundo grau ou até os dezesseis anos de idade.
Em 1999, as escolas públicas do estado atenderam cerca de 1,817 milhões de estudantes, empregando aproximadamente 114,5 mil professores. Escolas privadas atenderam cerca de 339,5 mil estudantes, empregando aproximadamente 24,5 mil professores. O sistema de escolas públicas do estado consumiu cerca de 13,532 bilhões de dólares, e o gasto das escolas públicas foi de aproximadamente oito mil dólares por estudante. Cerca de 86% dos habitantes do estado com mais de 25 anos de idade possuem um diploma de segundo grau.
A Pensilvânia possui centenas de bibliotecas públicas, administradas por 459 sistemas de bibliotecas públicas diferentes. As bibliotecas públicas do estado movimentam anualmente uma média de 4,7 livros por habitante. A Pensilvânia é um grande centro educacional. A instituição de educação superior mais antiga do estado é a Universidade de Pensilvânia, que foi fundada em 1740, em Filadélfia. Atualmente, a Pensilvânia possui 257 instituições de educação superior, dos quais 68 são públicas e 189 são privadas. O estado possui quatro sistemas públicos de instituições de educação superior: o Sistema Estadual de Educação Superior da Pensilvânia — que é composto de 14 universidades diferentes — e a Universidade Estadual da Pensilvânia. O Sistema de Universidades de Pittsburgh e a Universidade Temple são sistemas públicos de educação superior administradas primariamente por Pittsburgh e Filadélfia.

## Transportes e telecomunicações
A Pensilvânia, desde os primórdios da colonização europeia, tem sido um grande polo de transportes. As primeiras estradas do estado datam da década de 1650. A Pensilvânia construiu um grande sistema de canais hidroviários e uma extensiva malha ferroviária ao longo do século XIX. O estado já foi o maior polo ferroviário dos Estados Unidos. A recessão econômica das décadas de 1970 e 1980 levaram ao fechamento de várias delas.
Filadélfia e Pittsburgh continuam a serem grandes centros portuários americanos. Além disso, ambas as cidades são grandes pólos ferroviários e rodoviários. Tanto Filadélfia quanto Pittsburgh dispõem de um aeroporto internacional cada. Em 2002, a Pensilvânia possuía 8 206 km de ferrovias. Em 2003, o estado possuía 193 802 km de vias públicas, dos quais 2 869 km eram rodovias interestaduais, considerados parte do sistema federal rodoviário dos Estados Unidos.
O primeiro jornal publicado na Pensilvânia foi o American Weekly Mercury, publicado pela primeira vez em Filadélfia, em 1719, sendo o primeiro jornal publicado fora de Boston, e a quarta publicada em toda as Treze Colônias. Atualmente são publicados no estado cerca de 400 jornais, dos quais 84 são diários. São impressos em cerca de 875 periódicos. A primeira estação de rádio da Pensilvânia foi fundada em 1919, em Pittsburgh, e a primeira estação de televisão do estado foi fundada em 1941, em Filadélfia. Atualmente, a Pensilvânia possui 373 estações de rádio — dos quais 157 são AM e 216 são FM — e 45 estações de televisão.

## Cultura

### Símbolos do estado
- Árvore: Tsuga canadensis
- Bebida: Leite
- Cachorro: Dogue alemão
- Cognomes:
  - Keystone State
  - Quaker State (não oficial)
- Flor: Kalmia latifolia
- Fóssil: Trilobita
- Inseto: Vaga-lume
- Lema: Virtue, liberty, and independence (Virtude, liberdade e independência)
- Locomotiva elétrica: Pennsylvania Railroad GG1 #4849
- Locomotiva a vapor: Pennsylvania Railroad K4s
- Mamífero: Odocoileus virginianus
- Música: Pennsylvania
- Navio: United States Brig Niagara
- Pássaro: Bob dinker
- Slogan: Memories last a lifetime, you've got a friend in Pennsylvania (Lembranças duram uma vida inteira, você tem um amigo na Pensilvânia).

## Esportes

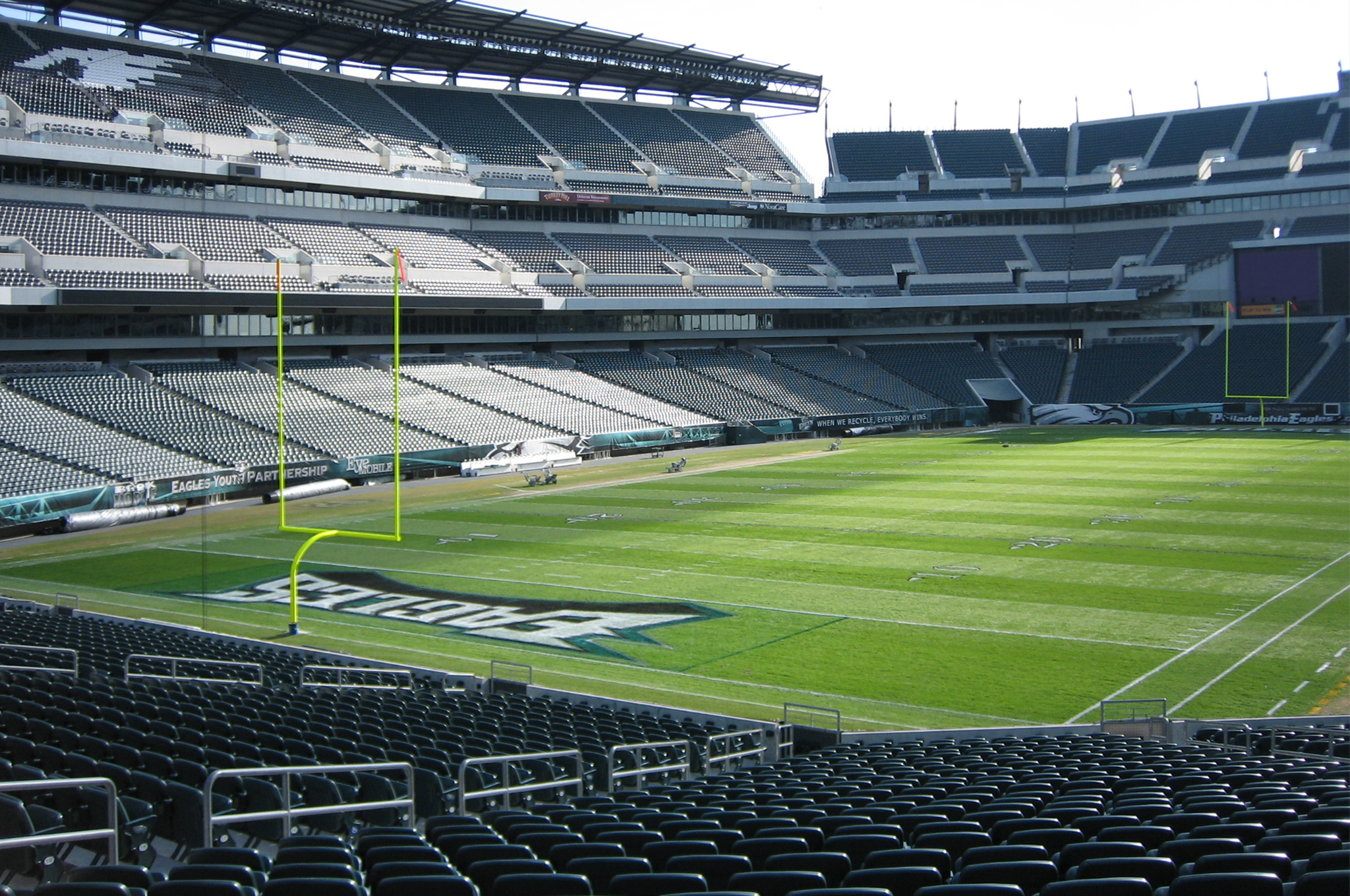
Lincoln Financial Field em Filadélfia, casa do Philadelphia Eagles.

A Pensilvânia é o casa de muitas equipes de esportes profissionais de grandes ligas nacionais; no beisebol o Philadelphia Phillies e o Pittsburgh Pirates da MLB, no basquetebol o Philadelphia 76ers da NBA, no futebol americano o Pittsburgh Steelers e o Philadelphia Eagles da NFL, no hóquei no gelo o Philadelphia Flyers e o Pittsburgh Penguins da NHL e no futebol o Philadelphia Union da MLS. Entre eles, essas equipes acumularam 7 Campeonatos da World Series (Pirates 5, Phillies 2), 3 Campeonatos da NFL da era pré-Super Bowl (Eagles), 7 Campeonatos do Super Bowl (Steelers 6, Eagles 1), 2 campeonatos da NBA (76ers) e 7 Copas Stanley (Penguins 5, Flyers 2).
A primeira World Series entre o Boston Pilgrims (atual Boston Red Sox) e o Pittsburgh Pirates foi disputada em Pittsburgh em 1903. Desde 1959, a Little League World Series é realizada todos os verões em South Williamsport, perto de onde a Little League Baseball foi fundada. Williamsport.
O futebol também está ganhando popularidade no estado da Pensilvânia. Com a adição da Philadelphia Union na MLS, o estado agora possui três equipes elegíveis para competir anualmente na U.S. Open Cup. As outras duas equipes são a Philadelphia Union II e o Pittsburgh Riverhounds.

### Automobilismo

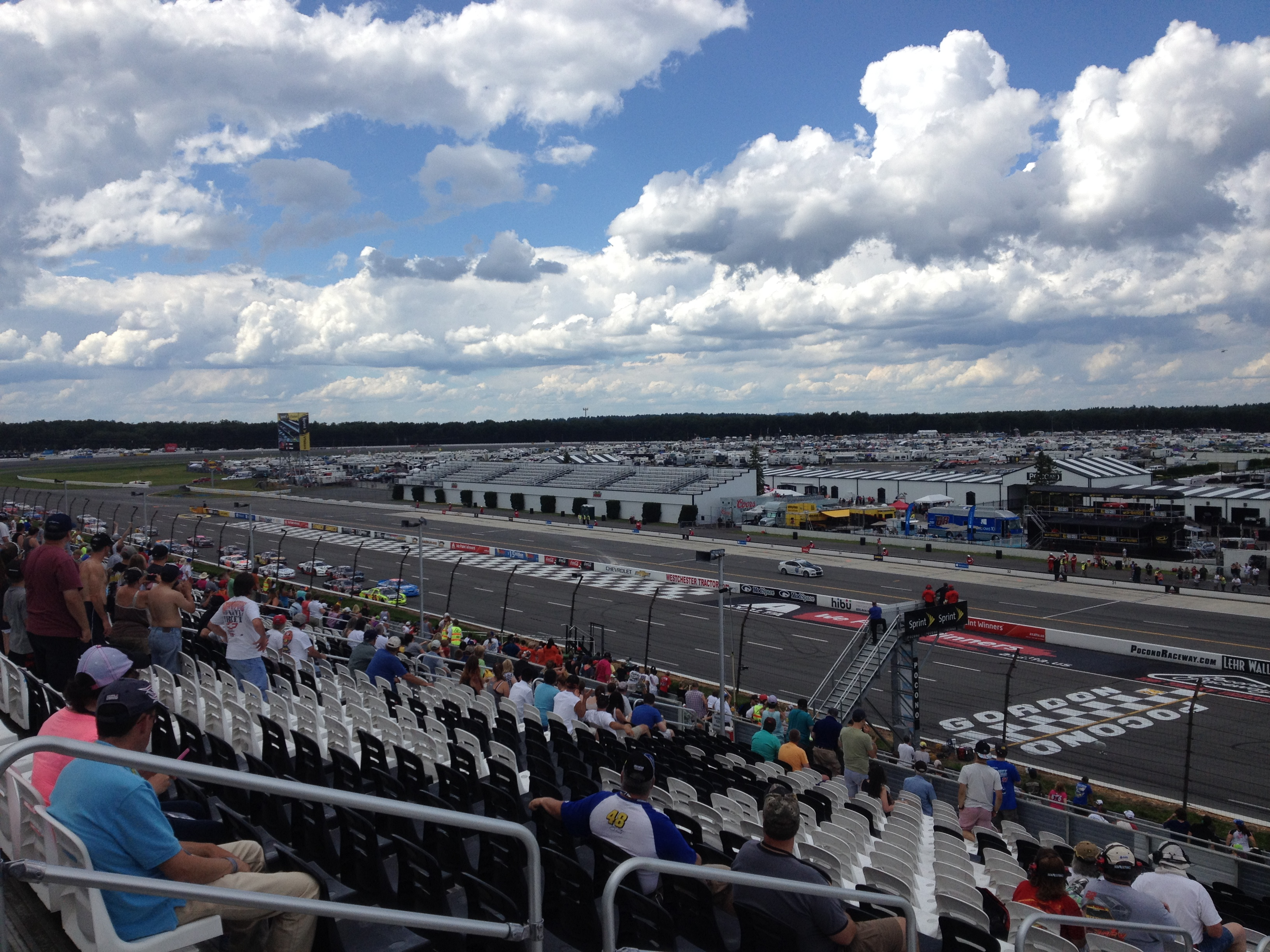
Pocono Raceway em Long Pond.

No automobilismo, a dinastia de pilotos da família Andretti vem de Nazareth, no vale de Lehigh. Pistas notáveis na Pensilvânia incluem o Jennerstown Speedway em Jennerstown, o Lake Erie Speedway no nordeste do estado, o Mahoning Valley Speedway em Lehighton, o Motordome Speedway (fechado) em Smithton, o Mountain Speedway em St. Johns, o Nazareth Speedway em Nazareth (fechado) que já abrigou corridas da NASCAR e da IndyCar Series; o Lernerville Speedway em Sarver e o Pocono Raceway em Long Pond, que abriga duas corridas da NASCAR e já abrigou uma corrida da IndyCar Series. O estado também abriga o Maple Grove Raceway, perto de Reading, que recebe anualmente grandes eventos de corridas de arrancada sancionados pela NHRA.
Existem também duas pistas de motocross que sediam uma rodada do AMA Toyota Motocross Championships. High Point Raceway está localizado em Mt. Morris, e Steel City está localizado em Delmont.